# Dusona affinitor
Dusona affinitor är en stekelart som beskrevs av Hinz 1979. Dusona affinitor ingår i släktet Dusona och familjen brokparasitsteklar. Inga underarter finns listade i Catalogue of Life.